# Yowlys Bonne
Yowlys Bonne Rodríguez (ur. 2 listopada 1983) – kubański zapaśnik w stylu wolnym. Dwukrotny olimpijczyk. Piąty w Rio de Janeiro 2016 w kategorii 57 kg i czternasty w Londynie 2012 w wadze 60 kg.
Złoty medalista mistrzostw świata w 2018 i brązowy w 2014 i 2017. Triumfator igrzysk panamerykańskich w 2015 i trzeci w 2011 i 2016. Złoto mistrzostw panamerykańskich w 2005 i 2012. Czwarty w Pucharze Świata w 2018; piąty w 2019 i siódmy w 2015 roku.